# 横井将人
横井 将人（よこい まさと、1977年11月14日 -）は、地方競馬の名古屋競馬場所属の元騎手、現調教師である。

## 来歴
1998年9月29日付で地方競馬騎手免許を取得して藤ヶ崎一男厩舎に所属。同年10月22日第16回名古屋競馬1日目第9競走サラ系B3組条件戦（441万円以上464万円以下）キタイセロードで初騎乗（12頭立て5番人気9着）。同年11月3日第17回名古屋競馬4日目第1競走アラ系4歳4組条件戦（9万円以上73万円以下 ）をロイヤルライナーで優勝（9頭立て1番人気）し、14戦目で初勝利。
2000年9月26日第15回全日本新人王争覇戦出場（12人中11位）。
2002年地方競馬通算100勝達成。
2003年3月13日第26回名古屋競馬3日目第12競走第2回アラブスプリング賞をケイウントップで優勝（12頭立て3番人気）し、重賞初制覇。
2009年1月16日第21回名古屋競馬5日目第1競走サラ3歳5組条件戦をココナッツシスターで優勝（10頭立て3番人気）し、地方競馬通算300勝達成。
2017年1月21日付で、藤ヶ崎一男厩舎から安部幸夫厩舎に所属変更することが発表された。
2025年7月18日に発表された令和7年度第1回調教師免許試験に合格したため、7月31日をもって騎手を引退し、翌8月1日付で調教師免許を取得した。
地方通算成績は6624戦425勝・2着531回・3着626回・勝率6.4%・連対率14.4%（2011年12月31日現在）